# A Room of One's Own
A Room of One's Own (Brasil: Um Teto Todo Seu / Portugal: Um Quarto Só para Si) é um ensaio de Virginia Woolf publicado em 24 de outubro de 1929. O ensaio foi baseado em uma série de palestras ministradas em outubro de 1928 em Newnham College e Girton College, duas escolas para mulheres na Cambridge University. 
Apesar de ensaio deixar explícito um narrador ficcional e uma narrativa para explorar tanto escritoras quanto personagens fictícias, o manuscrito inicial, intitulado de Woman and Fiction e publicado pela The Forum em março de 1929, e posteriormente a sua versão final, são considerados não-ficcionais. O ensaio geralmente é visto como um texto feminista, e é explicitado na construção de seu argumento a exigência de um espaço literal e figurativo para escritoras em uma tradição literária dominada pelo patriarcado.
Exerceu grande influência sobre as comunidades feminista e LGBT, bem como à literária, sendo colocado entre os 100 livros do século do jornal francês Le Monde.

## Temas

### O acesso das mulheres à educação
O título do ensaio vem da opinião de Woolf de que "uma mulher deve ter dinheiro e um teto todo seu se quiser escrever ficção". Woolf coloca que as mulheres têm sido impedidas de escrever devido à sua pobreza, e que liberdade econômica traria às mulheres a liberdade da escrita; "Em primeiro lugar, ter um teto todo seu... estava fora de questão, a não ser que os seus pais fossem excepcionalmente ricos ou muito nobres". O título também refere-se à necessidade de qualquer autor da licença poética e da liberdade pessoal para criar arte.
O ensaio examina se as mulheres foram capazes de produzir – e mais: se foram capazes de produzir uma obra da qualidade das de William Shakespeare – com as limitações impostas tanto no passado quanto no presente a escritoras.
O pai de Woolf, Sir Leslie Stephen, de acordo com o pensamento da época, acreditava que somente os garotos da família deveriam ser enviados para a escola. Woolf mostrou a si mesma como exemplo, pois, já que seu pai não acreditava no investimento da educação das suas filhas, ela foi deixada sem experiência de ensino formal. De qualquer modo, descobertas recentes nos anais do King’s College de Londres mostram que Virginia e sua irmã Vanessa Bell frequentaram o Departamento Feminino do King’s College para aulas de grego e alemão por vários anos. Ao proferir as palestras presentes no ensaio, Woolf fala para mulheres que têm a oportunidade de aprender em um cenário formal. Woolf deixa a sua audiência saber a verdadeira importância da sua educação ao mesmo tempo que alerta-lhes da sua posição precária na sociedade.

### Judith Shakespeare
Em uma seção, Woolf inventou uma personagem ficcional, Judith, “a irmã de Shakespeare”, para ilustrar que uma mulher com os talentos de Shakespeare teria as mesmas oportunidades dadas ao poeta para desenvolvê-los negada pois as portas estavam fechadas a mulheres. Como Woolf, que ficou em casa enquanto seus irmãos foram para a escola, Judith ficou em casa enquanto William foi para a escola. Judith é presa à casa: “Ela estava curiosa, aventurosa, imaginativa para ver o mundo tão quanto ele. Mas ela não foi enviada para a escola.” A prosa de Woolf coloca todas as esperanças de Judith Shakespeare contra as do seu irmão na primeira frase, e então abruptamente corta as chances de Judith de realizar os seus intentos com “Mas”. Enquanto William aprende, Judith é castigada por seus pais caso eles a peguem com um livro, já que, para isso, está abandonando uma ocupação doméstica na qual deveria estar ocupada. Judith é noivada, e quando ela não quer se casar, ela apanha e em seguida é humilhada pelo seu pai para se casar. Enquanto Shakespeare se estabiliza, Judith é presa nos confins das esperanças para mulheres. Judith se mata, e o seu gênio morre sem nunca ter sido expresso, enquanto Shakespeare continua a viver e funda o seu legado.

### Construindo uma história da escrita feminina
No ensaio, Woolf constrói um relato crítico e histórico das escritoras até então. Woolf examina as carreiras de diversas escritoras, incluindo Aphra Behn, Jane Austen, as irmãs Brontë, Anne Finch, a condessa de Winchilsea e George Eliot. Ao lado disso, Woolf também discute e se inspira na notável erudita e feminista Jane Ellen Harrison. Harrison is presented in the essay only by her initials separated by long dashes, and Woolf first introduces Harrison as "the famous scholar… J ---- H---- herself". Harrison é apresentada no ensaio apenas pelas suas iniciais separadas por traços.
Woolf também discute sobre Rebecca West, duvidando da inflexível opinião de Desmond MacCarthy (referido como “Z”) de que West era uma “ferrenha feminista”, o que para ele deslegitimava a escritora. Dentre os homens criticados pelos seus pontos de vistas sobre mulheres, F. E. Smith, conde de Birkenhead (referido como “Lorde Birkenhead”) é mencionado – mais à frente ela repreende as suas ideias afirmando que não “cometerá o erro de copiar a opinião de Lorde Birkenhead sobre a escrita das mulheres”. Birkenhead era contrário ao sufrágio. O ensaio cita Oscar Browning através das palavras do seu biógrafo (possivelmente imprecisas) H. E. Wortham: “... a impressão deixada na sua mente, após observar um conjunto de provas, era que... a melhor mulher era intelectualmente inferior ao pior homem”. Ao lado dessas citações, Woolf sutilmente se refere à maior parte dos intelectuais da época, e o híbrido que formou entre os nomes da Universidade de Oxford e da Universidade de Cambridge – Oxbridge – tornou-se um termo conhecido, apesar de ela não ter sido a primeira a usá-lo.

### As Quatro Marias
O narrador da obra é identificado em determinado momento de “Mary Beaton, Mary Seton ou Mary Carmichael”, referindo-se à balada do século XVI Mary Hamilton. Referindo-se a um conto sobre uma mulher prestes a ser enforcada por viver além do casamento e rejeitar a maternidade, o narrador identifica as escritoras, como ela mesma, como espectadoras que vivem em um espaço potencialmente perigoso. É importante notar que a heroína de Woolf, Judith Shakespeare, morre pela própria mãe, depois de ficar grávida da criança de um ator. Como a mulher em As Quatro Marias, ela está grávida e presa a uma vida imposta a si. Wool vê Judith Shakespeare, Mary Beaton, Mary Seton e Mary Carmichael como mulheres empobrecidas ameaçadas em todo canto pelo espectro da morte.

### Lesbianismo
Em outra seção, descrevendo o trabalho de uma ficcionista, Mary Carmichael, Woolf deliberadamente levanta a questão da lesbianismo: “Então devo dizer-lhes que as próximas palavras que li foram estas – ‘Chloe gostava de Olivia...’ Não comecem. Não fiquem vermelhas. Vamos admitir que às escuras na nossa própria sociedade essas coisas às vezes acontecem. Às vezes mulheres gostam de mulheres.” Woolf refere-se ao julgamento por obscenidade e escândalo público gerados pela publicação do romance lésbico The Well of Loneliness, de Radclyffe Hall. Antes de poder discutir a feição de Chloe por Olivia, o narrador precisa se garantir que Sir Chartres Biron, o magistrado do caso contra Hall por obscenidade, não está presente entre o público: “Há algum homem presente? Vocês prometem que a figura de Sr Chartres Biron não está escondida? Somos todas mulheres, vocês me garantem? Então devo dizer-lhes...” A especialista em Woolf e crítica feminista Jane Marcus acredita que Woolf estava dando a Radclyffe Hall e outras escritoras uma demonstração de como discutir lesbianismo discretamente o suficiente para evitar acusações de obscenidade; “Woolf estava mostrando à sua companheira perseguida uma lição em como ter uma conversa lésbica e sair impune disso”. Marcus descreve a atmosfera da chegada e presença de Woolf junto a sua amente Vita Sackville-West ao colégio feminino como algo “sáfico”. Woolf sente-se confortável em discutir lesbianismo nas suas palestras com estudantes mulheres porque se sente que um colégio para mulher é um lugar seguro e essencial para esse tipo de discussão.

## Frases
Neste parágrafo, Woolf sintetizou a ideia que defendeu ao longo do livro e que afirma que há um claro contraste entre a mulher idealizada na ficção escrita pelos homens e a mulher da realidade, oprimida pelo patriarcado:
A mulher guia como um farol as obras de todos os poetas desde o início dos tempos. Se as mulheres não tivessem outra existência que não na ficção escrita pelos homens, na verdade, alguém até poderia pensar que ela é uma pessoa da mais alta importância; bastante variada; heroica e desprezível; esplêndida e sórdida; bela e discreta ao máximo; tão grande quanto os homens, alguns diriam até maiores. Mas estas são as mulheres na ficção. Não realidade, como o Professor Trevelyan apontou, elas são trancadas, abusadas e jogadas pelos cantos dos quartos. Assim se formula um ser bem excêntrico e multifacetado. Ela exerce a maior importância imaginariamente; ela é completamente insignificante efetivamente. Ela está na poesia de capa a capa; ela é tudo, mas é inexistente na história. Ela manda na vida de reis e conquistadores na ficção; na realidade ela é a escrava de qualquer garoto cujos pais enfiaram um anel em seu dedo. Algumas das palavras mais inspiradas e dos pensamentos mais profundos da literatura saíram de seus lábios; na vida real ela mal pode ler; ou soletrar; e era propriedade de seu marido.

## Críticas
Uma das principais críticas ao romance recai sobre o trecho mais célebre do livro, no qual Woolf faz uma exigência em nome das escritoras:
Dê-lhe um teto todo seu e quinhentas libras por ano, deixe-a abrir sua mente e liberar metade do que agora ocupa-a, e ela escreverá um livro melhor em algum dia desses.
Com o ajuste da inflação de 1929 para os dias de hoje (2013), £ 500,00 equivalem a cerca de £ 25,000 (cerca de R$ 70,000) (usando a inflação sobre o preço de bens) ou cerca de £ 75,000 (cerca de R$ 220,000) (usando a inflação sobre a renda das pessoas). Quando converte-se £ 500,00 em 1929 a 1913 obtém-se cerca de £ 230,00 a £ 310,00, uma quantia que no livro O Caminho para Wigan Pier, de George Orwell, publicado em 1937, estava pouco abaixo da renda de uma pessoa da classe-baixa da classe-média-alta no período que antecedeu a Primeira Guerra Mundial:
Pertencer a essa classe com £ 400 por ano era algo bastante difícil, porque significava que toda sua superioridade seria algo quase que puramente teórico. Você viveria, por assim dizer, em dois degraus ao mesmo tempo. Teoricamente você saberia tudo sobre empregados e como contratá-los, apesar de que na prática você só teria um, talvez até dois empregados. Teoricamente você saberia como vestir-se e pedir um jantar, apesar de que na prática você nunca poderia dar-se ao luxo de frequentar um alfaiate decente ou um restaurante decente. Teoricamente você saberia como atirar e cavalgar, apesar de que na prática você não teria cavalos para cavalgar e nem um centímetro de terra sobre a qual caçar.
Apesar de esses £ 500 introduzirem outros temas à teoria de Woolf, como a divisão socioeconômica, a quantia ainda foi muito criticada por acadêmicos, que consideraram-na excessiva ou excludente.
A escritora Alice Walker está entre os que consideram a teoria excludente, destacando a dificuldade enfrentada por mulheres negras que não tem nenhum meio de conseguir independência financeira ou um teto próprio, algo não levado particularmente em conta por Woolf. Em In Search of Our Mothers' Gardens: Womanist Prose, ela escreve: “Virginia Woolf, em seu livro Um Teto Todo Seu, escreveu que para uma mulher escrever ficção ela precisa ter, certamente, duas coisas: um teto todo seu (com chaves e trancas) e dinheiro o suficiente para bancar-se. E o que é para nós fazermos com Phillis Wheatley, uma escreva, incapaz até mesmo de comprar-se? Essa garota doente, frágil, negra, que às vezes precisava de um ajudante – sua saúde era tão precária – e quem, se fosse branca, seria facilmente considerada uma intelectual superior a todas as mulheres e boa parte dos homens da sociedade de seu tempo”.
Walker reconheceu a legitimidade da exigência de Woolf em nome das escritoras, mostrando em seu livro somente que há outras dificuldades e situações enfrentadas pelas mulheres, tendo Um Teto Todo Seu inclusive inspirado o título do livro, “Em Busca do Jardim de Nossas Mães: Prosa Feminina” (em tradução literal para o português).

## Adaptações
- A Room of One’s Own, peça teatral britânica de 1991 dirigida por Patrick Garland e estrelada por Eileen Atkins.[13]

- A Room of One’s Own, adaptação televisiva da peça dirigida por Patrick Garland e exibida pela Public Broadcasting Service em 1991 na série Masterpiece.[14]

## Influência
- A irmã de Shakespeare, texto de Clarice Lispector publicado em sua coluna semanal Comícios no jornal carioca Última Hora em 30 de novembro de 1977;[15][16]

- Shakespeare's Sister, canção de 1985 da banda britânica de rock The Smiths;[17]

- Shakespears Sister, banda-duo feminino britânica da década de 1990, cujo nome foi uma adaptação da canção dos The Smiths;[18]

- Livraria feminista e LGBTTT A Room of One's Own na capital do estado norte-americano de Wisconsin, Madison;[19]

- Revista literária canadense Room Magazine (antes Room of One's Own), onde são publicadas obras de escritoras e artistas plásticas.[20]